# Mattmars kyrkby
Mattmar är kyrkbyn i Mattmars socken i Åre kommun i Jämtland. Kyrkbyn ligger i Mattmars distrikt, strax öster om den större orten Mattmar. SCB avgränsade här en småort mellan 1995 och 2000 samt åter 2020. 

## Befolkningsutveckling
| Befolkningsutvecklingen i Mattmars kyrkby 1990–1995                                                                                             | Befolkningsutvecklingen i Mattmars kyrkby 1990–1995 | Befolkningsutvecklingen i Mattmars kyrkby 1990–1995 | Befolkningsutvecklingen i Mattmars kyrkby 1990–1995 | Befolkningsutvecklingen i Mattmars kyrkby 1990–1995 |
| --- | --------------------------------------------------- | --------------------------------------------------- | --------------------------------------------------- | --------------------------------------------------- |
| |                                                     |                                                     |                                                     |                                                     |
| År |                                                     |                                                     | Folkmängd                                           | Areal (ha)                                          |
| 1990 | 1990                                                |                                                     | 52                                                  | 26#                                                 |
| 1995 | 1995                                                |                                                     | 60                                                  | 26#                                                 |
| Anm.: Siffran för 1990 motsvarar den fasta befolkningen den 31 december 1990 inom det område som blev småort 1995. Ej småort 2000 # Som småort. |                                                     |                                                     |                                                     |                                                     |